# Iltani
Iltani (fl. ~1750 aC) va ser una reina pertanyent a la primera dinastia de Babilònia.
Els arxius de la reina Iltani, esposa del sobirà Aqba-Hammu, van ser descoberts a Karana, al jaciment arqueològic de Tell Rimah (Iraq). La part més important de l'arxiu de tauletes cuneïformes conté 200 cartes i notes administratives que es relacionen directament amb la reina Iltani.
La reina Iltani tenia grans finques. Les cartes afirmen que la reina Iltani havia estat involucrada en indústries relacionades amb el funcionament del palau reial descoberts al lloc Tell Rimah, especialment els tèxtils i els aliments. Es va assegurar de satisfer les necessitats urgents i freqüents del seu marit en matèries de propietats i personals. Hi ha abundant documentació del treball de la reina Iltani en el camp de la supervisió de la indústria tèxtil al palau reial del lloc Tell Rimah. L' «Administració d'Iltani» va emprar a 15 dones i 10 homes. També va participar en el negoci del metall, sent la receptora del coure del seu marit.
La reina Iltani tenia una germana anomenada Belassunu.

## Sacerdotesses Nadītu anomenades Iltani
Hi va haver almenys tres sacerdotesses Nadītu anomenades Iltani: la germana del rei Hammurabi, la filla del rei Sin-Mubal·lit i la germana del rei Ammiditana.
Les excavacions realitzades a la ciutat de Sippar, l'edifici més important del qual és el temple de Xamaix, va revelar més de 60.000 fragments de tauletes que proporcionen una descripció de la vida de les dones en l'era Paleo-Babilònica i, més particularment, de les sacerdotesses Nadītu. Les dones eren tan actives com els homes al temple i al claustre. Només les dones podrien convertir-se en sacerdotesses Nadītu. Eren verges i vivien en el gagum (un claustre habitat exclusivament per dones, com un convent).
Hi havia unes 200 sacerdotesses Nadītu de Xamaix que vivien al claustre alhora. La major part provenia de les famílies reials o de la classe alta. Iltani, la germana del Rei Hammurabi, feia ofrenes de pastissos durant els dies festius. També va llogar el seu hort per a pagar impostos endarrerits i va llogar les seves terres a un escriba.

## Homenatge
Iltani és una de les 999 dones que el seu nom figura al Heritage Floor del The Dinner Party, de Judy Chicago. Està associada a la deessa Ixtar, la tercera convidada de l'ala I de la taula.